# بطولة آسيا للرماية الهوائية 2014
أقيمت بطولة آسيا للرماية الهوائية 2014 (بالإنجليزية: 2014 Asian Airgun Championships) في مجمع الشيخ صباح الأحمد الأولمبي للرماية، مدينة الكويت، الكويت في الفترة من 7 إلى 13 مارس 2014.

## ملخص الميداليات

### الرجال
| الحدث                   | الذهبية                                     | الفضية                                            | البرونزية                                                   |
| ----------------------- | ------------------------------------------- | ------------------------------------------------- | ----------------------------------------------------------- |
| مسدس هوائي 10 م         | بانج وي · الصين                             | وانغ تشيوي · الصين                                | ماي جياجيه · الصين                                          |
| فريق مسدس هوائي 10 م    | الصين · ماي جياجيه · بانج وي · وانغ تشيوي   | الهند · سما رييش جونغ · براكاش نانجابا · جيتو راي | السعودية · عتالله العنزي · عقيل البدراني · سفر الدوسري      |
| بندقية هوائية 10 م      | تشين سينغ · الهند                           | تشين كونغ · الصين                                 | ليو تشيغو · الصين                                           |
| فريق بندقية هوائية 10 م | الصين · ليو تشيغو · بان جون هوي · تشين كونغ | إيران · مهدي أحمدي · حسين باقري · محمد زاير رضايي | الهند · رافي كومار (لاعب رماية) · ب. ت. راغونات · تشين سينغ |

### النساء
| الحدث                   | الذهبية                                      | الفضية                                                                          | البرونزية                                                    |
| ----------------------- | -------------------------------------------- | ------------------------------------------------------------------------------- | ------------------------------------------------------------ |
| مسدس هوائي 10 م         | هينا سيدهو · الهند                           | وو تشيا-يينغ · تايبيه الصينية                                                   | وضحة البلوشي · عمان                                          |
| فريق مسدس هوائي 10 م    | الصين · هوانغ يامي · جي شياوجينغ · سو يولينغ | الهند · شفيتا شودهاري · هينا سيدهو · هارفين سراو                                | تايبيه الصينية · تيين تشيا-تشن · تو يي يي-تزو · وو تشيا-يينغ |
| بندقية هوائية 10 م      | بوجا غاتكار · الهند                          | دو بي · الصين                                                                   | يي سيلينغ · الصين                                            |
| فريق بندقية هوائية 10 م | الصين · دو بي · وو ليوكسي · يي سيلينغ        | منغوليا · نيرغوين أنغيرما · دامدينسورينغين لخامسورين · مانداخنارين توفشينجارغال | الهند · أبورفي تشانديلا · بوجا غاتكار · أيونكا بول           |

## جدول الميداليات
*   البلد المضيف (مضيف)
| المرتبة | فريق           | ذهبية | فضية | برونزية | المجموع |
| ------- | -------------- | ----- | ---- | ------- | ------- |
| 1       | الصين          | 5     | 3    | 3       | 11      |
| 2       | الهند          | 3     | 2    | 2       | 7       |
| 3       | تايبيه الصينية | 0     | 1    | 1       | 2       |
| 4       | منغوليا        | 0     | 1    | 0       | 1       |
| 4       | إيران          | 0     | 1    | 0       | 1       |
| 6       | عمان           | 0     | 0    | 1       | 1       |
| 6       | السعودية       | 0     | 0    | 1       | 1       |
| المجموع | المجموع        | 8     | 8    | 8       | 24      |

## روابط خارجية
- النتائج الرسمية